# Tetramorium walshi
Tetramorium walshi is een mierensoort uit de onderfamilie van de Myrmicinae. De wetenschappelijke naam van de soort is voor het eerst geldig gepubliceerd in 1890 door Forel.